# ژستودن
ژستودن (انگلیسی: Gestodene) یک داروی پروژسترون است که در قرص‌های ضد بارداری برای زنان استفاده می‌شود.  همچنین در هورمون درمانی یائسگی استفاده می‌شود. این دارو از راه دهان مصرف می‌شود.
عوارض جانبی ترکیب استروژن و ژستودن شامل بی‌نظمی‌های قاعدگی، سردرد، حالت تهوع، حساسیت پستان‌ها، تغییرات خلق و خو و موارد دیگر است. این دارو دارای فعالیت آندروژنیک ضعیف، فعالیت آنتی‌مینرالوکورتیکوئید ضعیف و فعالیت گلوکوکورتیکوئید ضعیف است.

## کاربرد پزشکی
ژستودن از نظر فعالیت آندروژنی خنثی است، به این معنی که قرص های ضد بارداری حاوی ژستودن عوارض جانبی آندروژنی (مانند آکنه، هیرسوتیسم) را که گاهی با قرص های ضد بارداری نسل دوم مانند قرص‌های حاوی لوونورژسترل مرتبط است، نشان نمی‌دهند.
دوز استروژن در قرص‌های ضد بارداری نسل سوم (از جمله آنهایی که حاوی ژستودن هستند) کمتر از قرص‌های ضد بارداری خوراکی نسل دوم است و احتمال افزایش وزن، حساسیت سینه‌ها و میگرن را کاهش می‌دهد.
نسل سوم داروهای ضد بارداری خوراکی نیز برای استفاده در بیماران مبتلا به دیابت یا اختلالات چربی مناسب هستند، زیرا تأثیر کمتری بر سطح قند خون و نمایه چربی دارند.
ژستودن در ترکیب با استرادیول برای استفاده در هورمون درمانی یائسگی نیز موجود است.